# Jehnny Beth
Jehnny Beth   (Poitiers, 24 de desembre de 1984) és una música i actriu francesa establerta a Londres des del 2006. És coneguda per ser la meitat del duo d'indie rock John & Jehn, i la líder del grup de post-punk Savages. Ha col·laborat amb artistes com Anders Trentemøller, Julian Casablancas, Tindersticks, Gorillaz, Noel Gallagher, Romy Madley Croft de The xx, Idles i Bobby Gillespie de Primal Scream.
A més de la seva carrera musical, Beth ha actuat en diverses pel·lícules, com ara Un amour impossible (2018), per la qual va rebre una nominació a la César a la millor actriu revelació als Premis César del 2019, Les Olympiades (2019) i Anatomia d'una caiguda (2023).

## Trajectòria
La carrera teatral i musical de Jehnny Beth va començar a una edat primerenca interpretant el paper principal a Peer Gynt de Henrik Ibsen i interpretant el seu primer recital de piano als 10 anys. Es va formar en arts dramàtiques al conservatori de Poitiers.
A finals de 2006 es va traslladar a Londres amb el seu company de John & Jehn, Nicolas Congé (també conegut com Johnny Hostile) per a seguir la seva carrera com a duo. El 2011 va fundar el segell discogràfic, amb seu a París, Pop Noire amb Johnny Hostile i Antoine Carlier.
Savages és un grup format originalment l'any 2011 per Thompson i el baixista Ayse Hassan, Beth va esdevenir-ne la cantant després que Hostile rebutgés la sol·licitud de Thompson per a liderar el grup. Savages va obtenir un notable èxit comercial amb el seu àlbum debut, Silence Yourself, que va assolir el lloc número 19 al UK Albums Chart. Adore Life es va estrenar el 2016. Ambdós àlbums van ser nominats al Premi Mercury, el 2013 i el 2016 respectivament.
El 2015, Beth va participar en l'exposició «David Bowie is...» interpretant en directe alguns dels èxits de Bowie, com «Space Oddity» i «The Man Who Sold the World». El 27 de juny de 2016, Beth va actuar en directe en solitari com a telonera de PJ Harvey a l'Eden Project de Cornualla. L'11 de febrer de 2017, Beth va fer la seva primera interpretació sencera en solitari, al piano, al Festival Grauzone de La Haia.

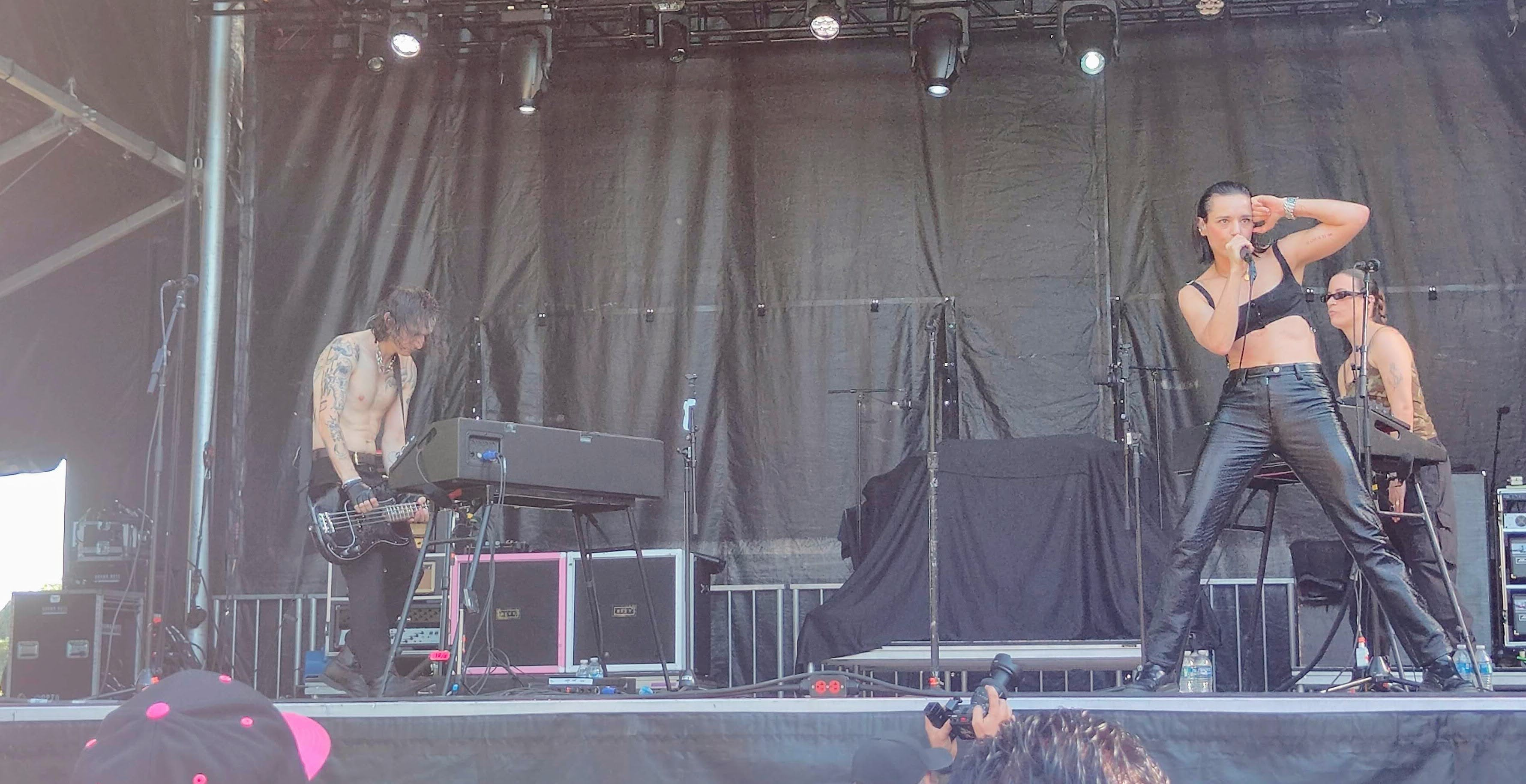
Jehnny Beth actuant a l'Aftershock el 2023

El juny de 2020, Beth va publicar To Love Is to Live, el seu primer àlbum en solitari. Va comptar amb les col·laboracions del cantant Joe Talbot d'Idles, de l'arranjador i productor Atticus Ross (un col·laborador freqüent de Trent Reznor) i de la cantant Romy Madley Croft de The xx. Croft va gravar la segona veu de la cançó «We Will Sin Together», que va ser promocionada com a senzill. L'àlbum va ser àmpliament aclamat per la crítica i es van rodar videoclips per a promocionar els senzills «I'm the Man», «Flower», «Heroine» i «We Will Sin Together».
Beth va dirigir el seu propi programa de ràdio Beats 1, Start Making Sense, que es va estrenar el 12 d'abril de 2016. El 2020, Beth també va presentar un programa de televisió de 60 minuts al canal europeu Arte, titulat Echoes with Jehnny Beth, amb debats amb músics i actuacions en directe de grups.

## Discografia

### John & Jehn
- John & Jehn (2008)
- Time for the Devil (2010)

### Savages
- Silence Yourself (2013)
- Adore Life (2016)

### En solitari
- To Love Is to Live (2020)

### Bobby Gillespie and Jehnny Beth
- Utopian Ashes (2021)